# Ravelo (Potosí)
Ravelo ist eine Ortschaft im Departamento Potosí im südamerikanischen Anden-Staat Bolivien.

## Lage im Nahraum
Ravelo ist der zentrale Ort des Kanton Ravelo im Municipio Ravelo in der Provinz Chayanta. Die Ortschaft liegt auf einer Höhe von 3232 m am rechten Ufer des Río Ravelo, der flussabwärts den Namen "Río Roque" trägt und zum Río Pilcomayo fließt.

## Geographie
Ravelo liegt östlich des Altiplano in der bolivianischen Cordillera Central. Das Klima ist ein gemäßigtes Höhenklima und ein typisches Tageszeitenklima, bei dem die mittlere Temperaturschwankung im Tagesverlauf stärker ausfällt als im Jahresverlauf.
Die Jahresdurchschnittstemperatur in der Region liegt bei etwa 16 °C (siehe Klimadiagramm Sucre), die Monatsdurchschnittswerte schwanken zwischen 14 °C im Juni/Juli und 17 °C im Oktober/November. Der Jahresniederschlag beträgt etwa 700 mm und weist fünf aride Monate von Mai bis September mit Monatswerten unter 25 mm auf, und eine deutliche Feuchtezeit von Dezember bis Februar mit Monatsniederschlägen zwischen 125 und 150 mm.

## Verkehrsnetz
Ravelo liegt in einer Entfernung von 229 Straßenkilometern nördlich von Potosí, der Hauptstadt des Departamentos.
Durch Potosí führt die 898 Kilometer lange Nationalstraße Ruta 5, die den bolivianischen Altiplano von Südwesten nach Nordosten durchquert. Von Potosí aus führt sie über Betanzos, Millares und Yotala nach Sucre und weiter durch das Departamento Cochabamba in das Tiefland-Departamento Santa Cruz.
In Sucre kreuzt die Nationalstraße die Ruta 6, die sechzig Kilometer weiter nordwestlich Ravelo erreicht und weiter über Uncía und Llallagua nach Oruro führt.

## Bevölkerung
Die Einwohnerzahl der Ortschaft ist in den vergangenen beiden Jahrzehnten um etwa ein Drittel angestiegen:
| Jahr | Einwohner | Quelle       |
| ---- | --------- | ------------ |
| 1992 | 1031      | Volkszählung |
| 2001 | 1119      | Volkszählung |
| 2012 | 1826      | Volkszählung |
| 2024 |           | Volkszählung |

Die Region weist einen hohen Anteil an Quechua-Bevölkerung auf, im Municipio Ravelo sprechen 79 Prozent der Bevölkerung Quechua.